# 切羅基縣 (南卡羅萊納州)
切羅基縣（英語：Cherokee County）是美國南卡羅萊納州西北部的一個縣，北鄰北卡羅萊納州。面積1,029平方公里。根據美國人口調查局2000年統計，共有人口52,537，其中白人占76.92%、非裔美國人占20.56%。縣治加夫尼 (Gaffney)。
成立於1897年，縣名來自切羅基族。